# 坂本くるみ
坂本 くるみ（さかもと くるみ、1993年2月14日 - ）は、日本のレースクイーン、女性モデル。愛称は、くるみん。神奈川県出身。プラチナムプロダクション所属。

## 略歴
2014年
- 1月、東京オートサロン2014で現場デビュー。TWSブースのモデルを務める[1]。
- 4月、D1グランプリで活動する「GOODYEARエンジェル」に就任。レースクイーンの活動を始める[3]。
- 5月、富士スピードウェイで行われた2014年のSUPER GT第2戦より、「SYNTIUM CIRCUIT LADIES」に就任[4]。
- 9月、東京ゲームショウ2014にて「DMM.com」ブースのコンパニオンを務める[5][6]。
- 10月、東京オートサロンイメージガール「A-class」の2015年度メンバーに選ばれる。

2015年
- 1月、A-classとして「東京オートサロン2015」に出演。
- 2月、A-classとして「福岡カスタムカーショー2015」に出演。
- 3月、神奈川大学を卒業[7]。
- 4月、同じ事務所の八鍬有紗と共にSUPER GT「LEON RACING LADY」に就任[2][8]。
- 7月：A-classで共働した竹田愛と共に「ランタナ」で舞台初出演[9]。
- 10月28日、東京モーターショー2015にて、ポルシェ新型モデル発表会のステージモデルを務める[10]。

2016年
- 1月、東京オートサロン2016にて、SUZUKIブースのモデル・コンパニオンを務める[1]。

## 人物
- 趣味は映画鑑賞、ダーツ。特技はピアノ、クラリネット、スノーボード。
- 同じ事務所の小林レイミと仲が良く、オートサロンやゲームショウでも共演歴がある[6]。

### レースクイーン
| 年度   | カテゴリー   | チーム名               | 他メンバー                               |
| ------ | ------------ | ---------------------- | ---------------------------------------- |
| 2014年 | D1グランプリ | GOODYEARエンジェル     | 大山美保、佐崎愛里、葉月みなみ、西村麻依 |
| 2014年 | SUPER GT     | SYNTIUM CIRCUIT LADIES | 葵ゆりか、神福佑季                       |
| 2015年 | SUPER GT     | LEON RACING LADY       | 秋山なお、八鍬有紗、安田七奈             |

## 作品

### アルバム
A-class
- TOKYO AUTOSALON 2015 presents EVOLUTION #11（2015年1月9日、オートサロン会場限定発売）
  - 明日へのAccess

## 出演

### 舞台
- Beginningプロモーション公演『ランタナ』（2015年7月10日 - 12日、築地プディストホール）峰岡星子役[9]

### その他
- 青山めぐのロックオンRQ!（マイスマTV） - 第27回（2014年7月16日）と第36回（2014年12月24日）にゲスト出演
- 邪道だらけの夜の大運動会2018（2018年4月30日 - 5月1日、AbemaTV AbemaSPECIAL2）
- 全日本女子パリピ選手権（2018年5月12日 - 13日、AbemaTV） - No.1美脚タレント軍団